# Poblat de Mesas do Castelinho
El poblat de Mesas do Castelinho és un jaciment arqueològic prop del llogaret de Santa Clara-a-Nova, al municipi d'Almodôvar, a Portugal. Correspon a una poblat fundat en l'Eneolític, i després ocupat durant els períodes romà i islàmic. Encara que les ruïnes es coneixien si més no des dels finals del segle xix, només al 1948 se'n feu el primer estudi aprofundit. Les ruïnes foren parcialment destruïdes pel propietari dels terrenys al 1986, i s'inicià una sèrie d'intervencions arqueològiques. El jaciment fou classificat com a Immoble d'Interés Públic el 1990.

## Descripció
El poblat de Mesas do Castelinho està situat a prop de 2 km de la localitat de Santa Clara-a-Nova, a Monte Novo do Castelinho. Es troba en un indret aïllat, en una regió de l'interior, prou allunyada del litoral.
Està limitat en tres costats per cursos d'aigua, el riu Mora i dos barrancs, creant així defenses naturals, i només se n'hi accedeix per la banda sud. Va ser construït damunt de dues plataformes annexes, una al nord, de majors dimensions i de forma trapezoïdal, i altra al sud, de forma circular i més alta. Les plataformes s'afaiçonaren així a causa de les muralles, que van retenir els sediments al llarg dels anys, i creant un accident geogràfic conegut com mesa, que donà nom al jaciment arqueològic. N'hi ha encara una tercera plataforma, que circumda parcialment la plataforma sud, i que és particularment visible per la banda oest. El jaciment ocupa una àrea de prop de quatre hectàrees, i el poblat, orientat sobretot de nord a sud, una dimensió de prop de 250 m per una amplària de 100 m.
S'hi descobriren peces de ceràmica de l'Eneolític, de finals de l'edat del bronze, de l'edat del ferro, i del domini romà, i consistien en àmfores i terra sigillata itàlica de la Gàl·lia i de la península Ibèrica. També d'aquell període se'n replegaren vestigis d'ossos, i peces metàl·liques, com ara monedes, argolles i fíbules. Una de les principals peces trobades era una estela funerària, amb una inscripció en alfabet del sud-oest.

### Cultura popular
El poblat de Mesas do Castelinho està associat a una llegenda popular del llogaret de Santa Clara-a-Nova, en què una habitant aïllada a Monte do Castelinho fou visitada durant la nit per una dona que afirmava que vivia sota terra en companyia d'un "home fardatxo", que donaria sort i fortuna a qui l'abraçàs. Es creia que aquestes i altres persones vivien en cases sota el sòl a Mesas do Castelinho, llegenda creada probablement a causa de la presència de les ruïnes sota el nivell del sòl.

## Història

### Ocupació originària
El poblat de Mesas do Castelinho fou originàriament un poblat fortificat, un exemple dels anomenats poblats de rierol, nuclis situats prop de cursos d'aigua, que formaven part de la població preromana de la regió sud-oest de la península Ibèrica. Segon els vestigis trobats, el poblat començaria a existir en l'Eneolític i en l'edat del bronze, tot i que l'ocupació del poblat en si començaria posteriorment, i es podria dividir en tres grans fases, corresponents a la fundació i ocupació originària, el contacte amb la civilització romana, i després un reaprofitament de les estructures durant el domini musulmà.

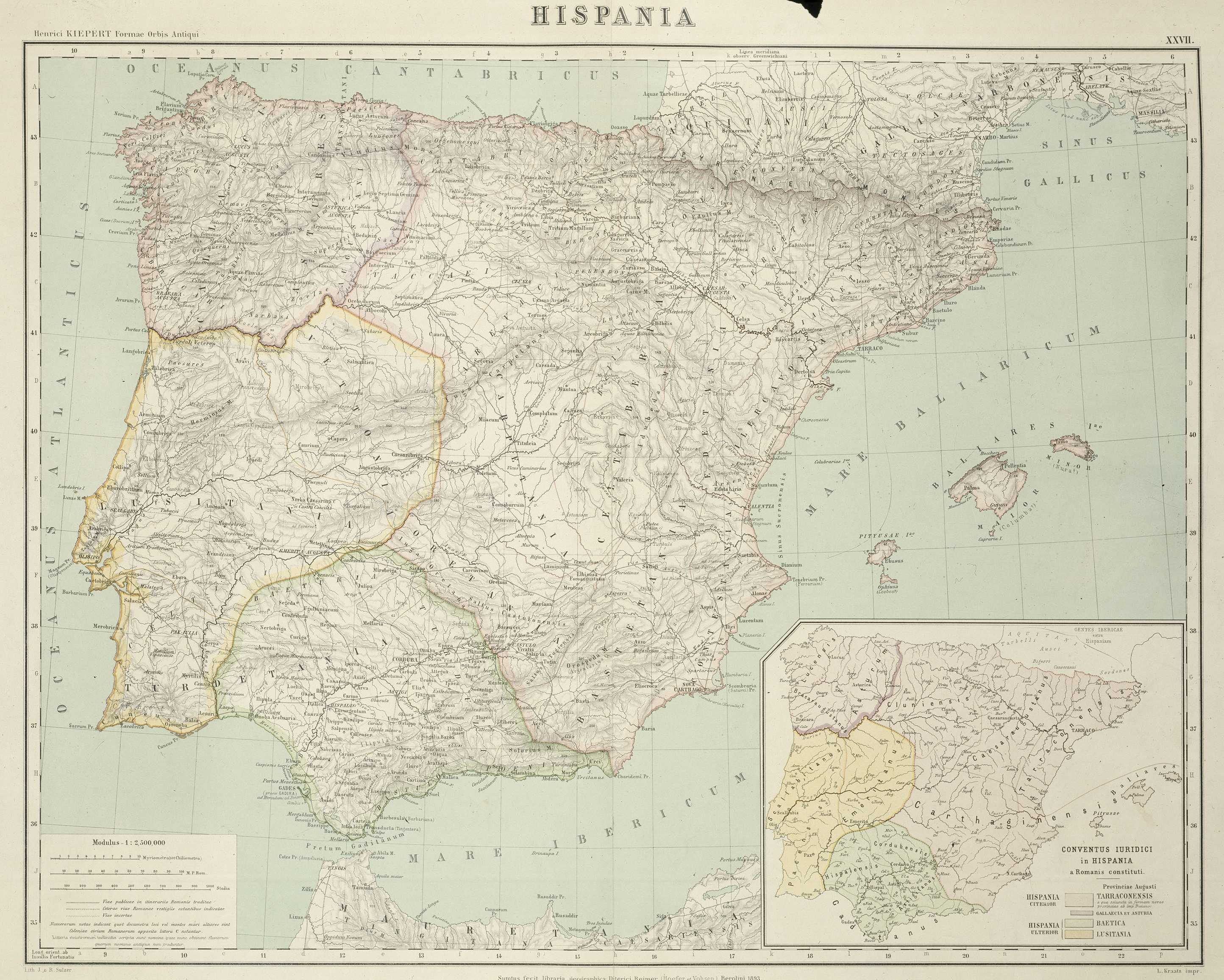
Mapa de la península Ibèrica durant el període romà. El poblat de les Mesas do Castelinho és al sud d'Arandis (Garvão), que estava connectat per carretera a la ciutat d'Ossonoba (Faro)

#### Fundació
La primera fase en comença en la transició del V ae al IV ae, durant l'edat del ferro, i acaba a finals del segle I o principis del II. Correspon a la fundació del poblat de Mesas do Castelinho, escollit com un lloc estratègic per les defenses naturals, que permetia controlar un dels camins que creuaven la serralada entre les regions de l'Alentejo i l'Algarve. Aquest contacte es palesa en els fragments d'àmfores per al transport de mercaderies que no podien ser trobades a l'interior, com peix de mar, i en les monedes trobades relacionades amb la ciutat de Myrtilis (posterior Mértola). No sols a Mesas do Castelinho s'han trobat productes importats d'altres regions: també n'aparegueren a Cabeça de Vaiamonte o al voltant de Castro Verde. Els bescanvis comercials no es feien sols amb el litoral, com es pot comprovar per l'existència d'àmfores produïdes a l'indret o en la mateixa regió, tot i que utilitzant models púnics.

#### Període romà
La segona fase en començà immediatament després de la primera, i integra el domini romà de la península Ibèrica: en la transició del s. II ae a l'I ae, en una fase en què ja s'havia establert el control militar sobre la península Ibèrica. L'ocupació del poblat durant aquest període es demostra per la presència de molts vestigis, sobretot recipients de ceràmica, de formes típiques d'aquella època. Aquesta fase degué ser relativament pacífica, perquè no s'hi troben senyals de violència. Durant aquest període, es reorganitzà el poblat en forma ortogonal, i se'n degueren destruir les muralles. La segona fase acabà en el primer abandó del poblat.

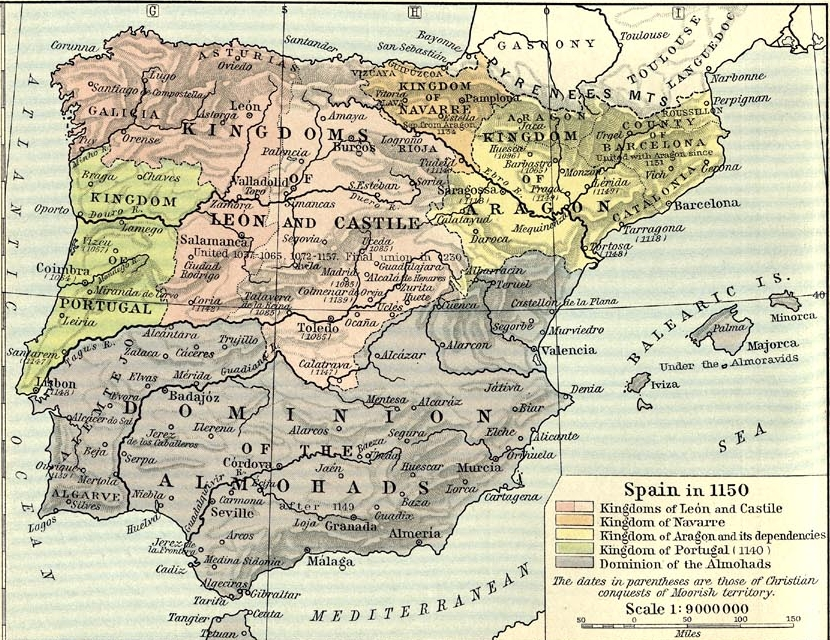
Mapa de la península Ibèrica al 1150, quan el sud encara era sota domini islàmic

#### Període islàmic
La tercera i darrera fase d'ocupació correspon al repoblament del llogaret de Mesas do Castelinho durant el període omeia, entre els segles x i xi. S'hi construí un conjunt urbà de tipus rural a la plataforma inferior, mentre que a la superior s'edificà un petit castell damunt de l'antic poblat, llavors ja en ruïnes.

### Redescoberta

#### Primera fase
El jaciment arqueològic fou esmentat per José Leite de Vasconcelos en el seu article Excursió pel Baix Alentejo, en la revista O Archeologo Português, de 1933, en què relata una visita a aquesta zona al 1897. Llavors s'assabentà de l'existència d'alguns vestigis antics al municipi, incloent-hi el «castelinho», descrit com a «muralla en un turó» i «ciutat amurallada». Prop del castell, també va ser descrita l'existència d'«una muralla antiga grossa» a la «herdade de l'Horta dos Moiros».
El 1948, João de Almeida inclogué el poblat de Mesas do Castelinho en un guió dels monuments militars, i el descrigué com una alimara del període musulmà. Prop de deu anys després, fou descrit amb detall pels arqueòlegs Abel Viana i Octávio da Veiga Ferreira i pel pàrroc local, António Serralheiro, amb fotografies. En l'article van alertar de la necessitat de fer-ne estudis abans que les ruïnes fossen destruïdes per màquines agrícoles, cosa que ocorregué uns anys després. De llavors ençà, el poblat fou conegut per la comunitat científica, i fou adscrit a l'edat del ferro i al final de l'edat del bronze. No obstant això, al 1986 el propietari n'arrasà prop d'un terç de les ruïnes, amb maquinària pesada, sota el pretext de trobar un tresor, probablement motivat per les llegendes populars sobre el poblat.

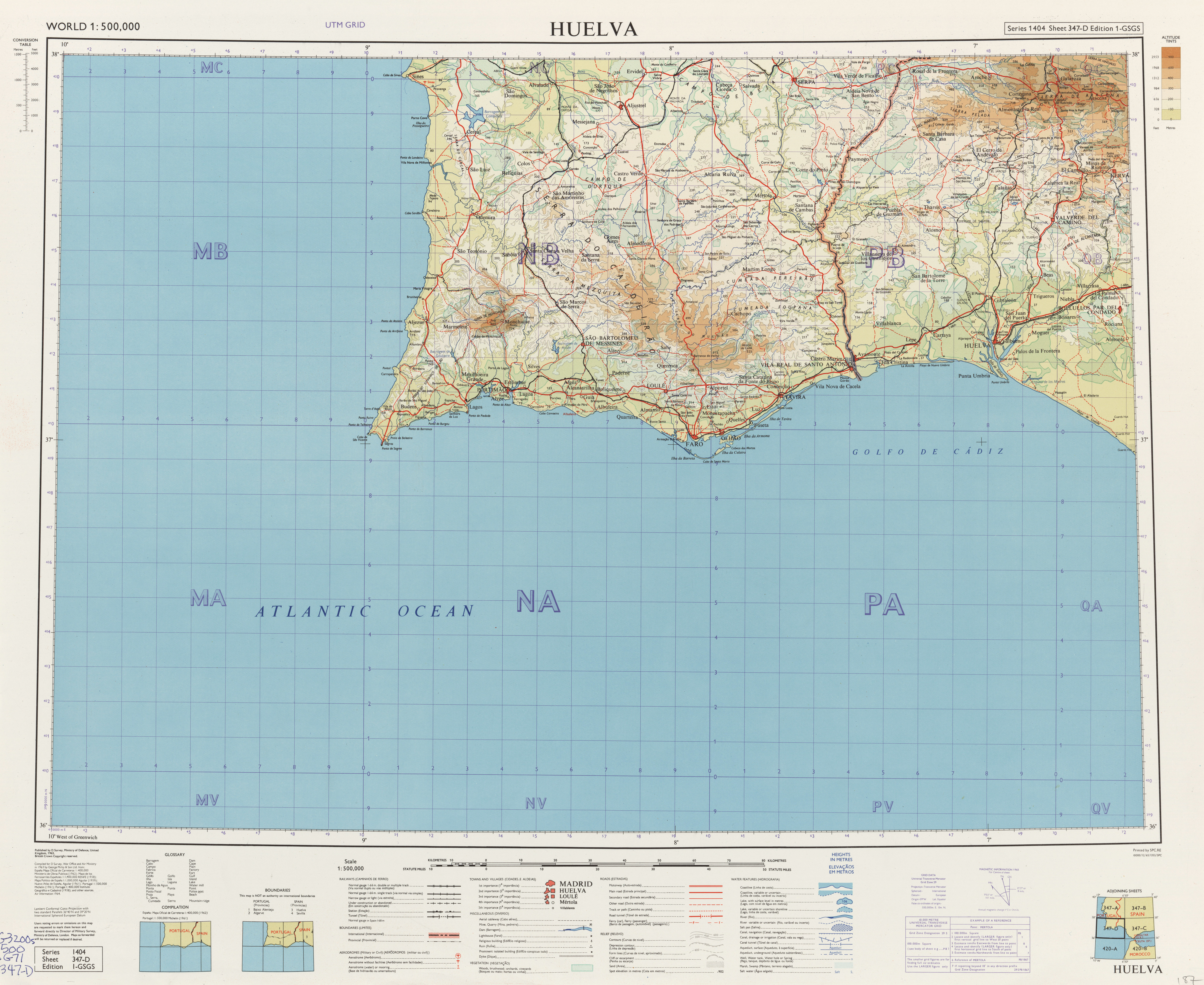
Mapa parcial del sud del país, al 1965. Antigament, Almodôvar se situava en una important cruïlla, en un pas de les serres de l'Algarve, i a mig camí entre Mértola i la costa occidental.

#### Segona fase
Durant aquest procés de destrucció, es van iniciar estudis per preservar el jaciment, incloent-hi l'adquisició dels terrenys per part de l'estat. Les intervencions arqueològiques al poblat començaren al 1987, i continuaren al llarg de prop de tres dècades, amb poques interrupcions. Els primers treballs els dirigí Carlos Jorge Alves Ferreira, del Departament d'Arqueologia de l'Institut Portugués de Patrimoni Cultural: netejaren els estralls provocats el 1986 i feren l'alçament topogràfic de les ruïnes. El 1988, els professors Carlos Fabião i Amilcar Guerra en dirigiren les intervencions arqueològiques. El 1989, es van iniciar unes campanyes arqueològiques, com a part d'un programa de col·laboració amb els Serveis Regionals d'Arqueologia de la Zona Sud de l'Institut Portugués del Patrimoni Cultural. Entre 1989 i 1992 se'n va estudiar el sector A1, relatiu al fort àrab, i des d'aquest any fins al 1994 s'excavà un grup d'edificis del període republicà romà junt al castell. El 1994 se n'estudiaren els nivells de terreny corresponents a la segona edat del ferro. L'estudi del sector A2, situat al sud-oest del primer, començà el 1992 però va ser interromput fins al 1995 per problemes financers. El 1996 s'excavà el sector B1, i de 1997 a 2002 el sector B2, corresponent al costat sud-oest.
Abans d'iniciar els treballs, només es tenia una idea molt bàsica del jaciment. Al llarg d'un període de prop de vint anys, es va poder identificar una cronologia més concreta per a la seua ocupació. Fou classificat com a Immoble d'Interés Públic pel decret 29/90, de 17 de juliol. El 5 de setembre de 2008, s'hi trobà un dels principals artefactes: una estela funerària, en un carrer de la zona romana.
El 2015, s'inaugura el Museu Arqueològic i Etnogràfic Manuel Vicente Guerreiro al llogaret de Santa Clara-a-Nova, on s'exposaren peces de l'etnografia local i troballes del poblat de Mesas do Castelinho. El 2016, es presentà la comunicació Mesas do Castelinho (Almodôvar): una conquesta del turisme arqueològic al Baix Alentejo durant el seminari Patrimoni Sostenible, al Museu d'Art Romà de Mèrida.